# 刘合炳
刘合炳（1959年—），汉族，中华人民共和国政治人物、第十一届全国政协委员。
担任湖北远大建筑劳务服务有限责任公司总经理。2008年，当选第十一届全国政协委员，代表中华全国总工会，分入第十七组。